# A Certain Ratio
A Certain Ratio es un grupo británico de post-punk formada en 1977 en Manchester, Inglaterra. Si bien originalmente parten del movimiento punk, pronto añadieron el funk y elementos de la música dance. A veces se refieren a ellos como “post punk funk”. El nombre del grupo proviene de la letra de la canción de Brian Eno “The True Wheel” del álbum Tiger Mountain (By Strategy)

## Historia
Los miembros más antiguos y que aún siguen desde sus inicios son Martin Moscrop (nacido el 24 de septiembre de 1960 ) (guitarrista, trompetista) y Jez Kerr (bajo, vocalista). Otro integrante del grupo en la actualidad es Donald Johnson (batería, vocaista)que entró en el grupo después de sacar su primer y único sencillo. 
Los miembros que abandonaron la banda fueron primeramente Peter Terrel (guitarrista) en 1982, que fue seguido un año después por Simon Topping en 1983 para unirse a Quando Quango y más tarde a T-Coy.Así como Terrel y Topping abandonaron, entró Andy Connel (teclista) en 1982 quien abando Swing Out Sister
A Certain Ratio firmó su primer contrato con Factory Records en 1979 sello con el que publicaron “The Graveyard and the Ballroom”en 1980 únicamente disponible en cinta de casete. Esto les llevó a sacar otro álbum experimental llamado “To Each ” en 1981. Este último fue el álbum debut oficial del grupo. Con su creciendo popularidad y éxito firmaron esta vez con A&M Records en 1987 y publicaron “Good Together” en 1989. El álbum no consiguió ser un hit y dejaron de trabajar con esta discográfica firmando en los 90 con Rob Records propiedad de Rob Gretton mánager de New Order.
En 1990 Creation Records reeditó los álbumes en CD y en 2002 Soul Jazz Records reeditó los álbumes con canciones extras (pero usando los mismos master que Creation) además de reversiones y la grabación de un directo de 1980 proporcionada por LTM.
Aunque el grupo no toco durante un largo tiempo ellos continuaron escribiendo, grabando y actuando. A Certain Ratio actuó por primera vez en Estados Unidos en 1985. El 16 de noviembre del 2008 volvería a actuar ocupando la cabeza de cartel del festival “Part Tme Punks Festival” y en “The Echo” en Los Ángeles, California.
Tony Wilson pasó a ser el mánager del grupo. A Certain Ratio aparece, junto con otros grupos, en las películas 24 Hour Party People donde Tony Wilson (interpretado por Steve Coogan) los describe como “Tienen toda la energía de de Joy Division pero con mejor ropa”. Martin Mascrop fue el supervisor musical del film.

## Retorno a los directos
La banda anunció su retorno a los directos en el festival londinense “Offset Festival” en septiembre de 2009 donde volvieron a ser cabeza de cartel y tocaron junto con sus compatriotas The Stil. Después harían una actuación irrepetible en Dublín en conmemoración de Factory Records en marzo del 2009. 
Otra actuación fue en Plan K, Molenbeek en el Este de Bruselas el 12 de diciembre de 2009 como parte de un evento “A Factory Night” de nuevo en conmemoración de Factory records. También hizo su aparición Section 25, The Wake, The Names and Biting Tongues.
Hacia el final del 2009 la banda anunció su actuación en vivo en un evento para recaudar fondos en Brighton Concorde el 7 de marzo de 2010. Lo que llevó a que su álbum del 2008, Mind Made up, fuera reeditado por LTM Recording durante el 2010  junto con una versión restaurada del álbum de 1986, Force.
En mayo del 2011 actuaron en el festival “Friends of Mine festival” en The satellite Stage y en Capesthorne Hall cerca de Macclesfield y fueron presentados por Terry Christian.

## Discografía

### Álbumes
- The Graveyard and the Ballroom (December 1979) - FACT 16 [Cassette]  - Reissued via Creation and then Soul Jazz
- To Each... (1981) - FACT 35 - Reissued via Creation and then Soul Jazz
- Sextet (1982) - FACT 55 - Reissued via Creation and then Soul Jazz - UK #53[1]
- I'd Like To See You Again (1982) - FACT 65 - Reissued via Creation and then LTM
- Force (1986) - FACT 166 - Reissued via Creation and then LTM (2010)
- Good Together (1989) - A&M ACR 550
- acr:mcr (1990) - A&M 397 057-2
- Up In Downsville (1992) - ROB20 - Reissued via LTM (2010)
- Change The Station (1997) - ROB50
- Mind Made Up (2008) - Reissued via LTM (2010)

### Singles
- "Shack Up" / "And Then Again (live)" 7" - FBN 1
- "All Night Party" / "The Thin Boys"  7" - FAC 5
- "Flight" / "Blown Away" / "And Then Again"  12" - FAC 22
- "Do The Du (Casse)" / "The Fox" / "Shack Up" / "Son And Heir" 12" - FACUS 4
- "The Double 12" "  (12" 2 x 12", 7 tracks) - FACT 42 - Italian Import inc FAC 22 and FACUS 4
- "Waterline" / "Funaezekea"  12" - FAC 52
- "Knife Slits Water" / "Tumba Rumba"  7" - FAC 62-7
- "Knife Slits Water" / "Kether Hot Knives"  12" - FAC 62-12
- "Guess Who?" (Parts 1 and 2) 12" - FBN 17
- "I Need Someone Tonight" / "Don't You Worry 'Bout A Thing"  12" - FAC 72-12 (Also promo 7" FAC 72/7)
- "Life's A Scream" / "There's Only This"  12" - FAC 112
- "Life's A Scream (Edit)" / "There's Only This (Edit)"  7" - FAC 112P
- "Brazilia" / "Dub" 12" - FBN 32
- "Wild Party" / "Sounds Like Something Dirty"  12" - FAC 128
- "Mickey Way (The Candy Bar)" / "Inside" / "Si Firmi O Grido"  12" - FAC 168
- "Greetings Four" EP - "The Runner" / "Inside" / "Bootsy" / "Fever 103" (all session versions) 12" - MASO 70004
- "Bootsy" / "Inside"  7" (Australian only) - FAC 1667
- "Bootsy (Remix)" / "Mickey Way"  12" (Australian only) - FAC 16612[2]
- "The Big E" - A&M
- "Backs To The Wall" / "Backs To The Wall (Dub)" / "Be What You Wanna Be" (ACR version) 12" - ACRY 517
- "Your Blue Eyes" / "Thin Grey Line" / "Coldest Days" 12" (also on 7") - ACRY 534
- "Won't Stop Loving You (Bernard Sumner version) / "Repercussions" (ACR remix) / "Love Is The Way" (Instrumental) 12" - ACRY 540 - UK #55[1]
- "Won't Stop Loving You (Bernard Sumner version) / "Won't Stop Loving You (Norman Cook remix) / "Won't Stop Loving You (Cook Instrumental) - ACRY 540 - This was essentially a hurried re-press by A&M in an attempt to push the single up the singles chart (it failed).
- "Good Together" - EP - A&M 12"
- "Shack Up (Machine)" / "Shack Up (Man)" / "Shack Up" (Norman Cook remix) / "Party Up" 12" - ACRYDJ 590 - Promo only
- "The Planet" / "Loosen Up Your Mind" 12" - 12 ROB 2
- "27 Forever (Bubble Bath Mix)" / "27 Forever (Fix Mix)" (both remixed by Jon Dasilva) 12" - 12 ROB 5R
- "Mello" / "Dub" / "27 Forever" (Jon Dasilva remix) / "Moist Dub" 12" - 12 ROB 6R
- "Tekno" / "Tekno" (Way Out West remix) 12" - 12 ROBS 18
- "Soundstation Volume 2" EP - "Samba 123" (Fila Brazilia remix) / "Yeah Boy" (Sons Of Samarkand remix) / "Yeah Boy" (DJ Die) 12" - 12 ROBS 22
- "Shack Up" / Human League - "Being Boiled" 12" - SJR 57-12 (Soul Jazz Records)

### Compilaciones y álbumes de directo
- A Certain Ratio Live in America (Live Album, 1985) - DOJO 47 (Castle Communications)
- The Old and the New (Singles Compilation, 1986) - FACT 135
- Looking for a Certain Ratio (Remixes, 1994) - CRE159B
- Early (2002) - SJR60 (Soul Jazz Records)
- Live In Groningen (2005) - LTM 2443